# Da'wa
 (avril 2023).
 (avril 2023).
- Si vous ne connaissez pas le sujet, laissez ce bandeau (vous pouvez alors contacter les auteurs).
- Si vous supprimez le contenu mis en cause (vous pouvez préalablement contacter les auteurs),

argumentez précisément cette suppression dans la page de discussion
(un manque de référence n'est pas un argument ; une recherche réelle de référence doit avoir été effectuée, être formellement documentée).
Pour les articles homonymes, voir Dawa (homonymie).
La da`wa (arabe : دَعْوة [da`wa], appel, convocation) est une invitation à écouter le message de l'islam.

## Significations
La racine D- ’ - W, dans le Coran, a plusieurs significations : appeler, inciter, invoquer, prier, demander, conduire à, susciter, décider à faire quelque chose, etc. . Le mot da`wa — qui fait partie de cette racine — désigne l’invitation faite aux hommes par Dieu et les prophètes, à croire en la vraie religion (voir par exemple sourate 14, verset 44). Le prophète Mahomet a eu pour mission de renouveler cet appel, qui devient « l’appel à l’islam » ou « l’appel de l’Envoyé [de Dieu] ». Auparavant, on aura admis que la religion de tous les prophètes est l’islam, chaque prophète ayant son propre appel (même les individus considérés comme faux prophètes par l'islam auraient utilisé du mot da`wa pour désigner leur prédication).
Les musulmans, quant à eux, sont tenus d’inviter à embrasser l’islam tous ceux que la da`wa n’a pas préalablement atteints. Elle contient, constitutivement, une acceptation de ralliement à l’islam, dans un sens d’« invitation à la vie bienheureuse ».
La signification du mot s’est logiquement étendue au contenu même : la loi religieuse. Aussi certains textes utilisent-ils indifféremment et en équivalence les mots[réf. nécessaire] da`wa , sunna (« tradition »), sharia (« loi religieuse ») et dîn (« religion »). Le terme s’applique également à la communauté des hommes qui ont répondu à l’appel du Prophète Mahomet. On parle[Où ?] alors de « consensus de l’appel » (ijtimâ’ al-da’wa). Enfin, on peut lui donner un sens à la fois politique et religieux, comme le fait[Où ?] Ibn Khaldoun, pour qui la da`wa est un des outils qui servent à fonder un empire nouveau.

## Historique
Dans l’histoire, la da`wa a été comprise comme l’invite à adhérer au parti d’une personne, d’un groupe ou d’une famille réclamant le droit à l’autorité civile et spirituelle afin d’imposer une doctrine politico-religieuse dont l’objectif est la fondation d’un État théocratique idéal, fondé sur le monothéisme islamique. Toute action, toute organisation qui a pour but de multiplier les adhérents à ce principe s’appelle aussi da`wa, comme l’ensemble du pouvoir donné à ces adhérents et la propagande qui l’accompagne à des fins d’endoctrinement et de mission.
Ce type d'organisation a été utilisée par les Kharijites pour s'installer au Maghreb (VIIe siècle). Ce sont les Ismaéliens au Xe siècle qui vont systématiser cette pratique jusqu'à l'instauration de la dynastie fatimide.
L’analyse[Où ?] d’Ibn Khaldoun se vérifie dans le cas du mouvement abbasside qui se présenta comme une propagande en faveur d’un membre de la famille du Prophète qualifié d'« Agréé de la famille de  Mahomet ». Avec le développement de cette idée comme pratique fondamentale, les différentes sectes ou dynasties l’ont utilisée dans leurs mouvements de propagande. Chez les Fatimides, établis en Afrique du Nord et en Égypte, la da`wa prit une connotation particulière du fait de leur fidélité au dogme chiite de la permanence de la Révélation à travers le personnage de l’Imam. Leur da`wa venait compléter celle du Prophète ; elle devait, par ailleurs, être renouvelée par le Mahdi (le sauveur eschatologique). Non seulement cet élan se perpétua après l’établissement de la dynastie, mais il s’organisa et s’amplifia après l’installation au Caire, avec l’envoi de sympathisants pour gagner de nouvelles régions et de missionnaires dépendants d’un chef suprême, résidant dans la nouvelle capitale et dont la fonction s’appelait aussi da`wa. Il s’agissait de convaincre la communauté que seul l’Imam, assisté et inspiré par Dieu, dépositaire des secrets transmis à ‘Alî par le Prophète, était apte à diriger l’humanité dans la bonne voie, d’une part, et que seule la dynastie fatimide, d’autre part, descendante d’Isma'il ibn Jafar, était légitime, intègre et probe lorsqu’elle s’acquittait des devoirs sacrés de la religion.
La diffusion dogmatique débouchait sur l’enseignement d’une doctrine ésotérique à la fois religieuse, politique, juridique et philosophique, recourant à l’interprétation allégorique du Coran et des lois religieuses. Les procédés étaient finement pédagogiques car, suivant la religion de ceux qu’il fallait convertir, des moyens différents étaient utilisés. Le calife Al-Hakim, toutefois, en 395/1005, voulut forcer les gens à « entrer dans la da`wa » c’est-à-dire à écouter les conférences du grand Cadi. À la mort du calife Al-Mustansir, en 487/1094, l’ismaélisme se sépara en deux banches, qualifiées l’une de « da`wa ancienne » et l’autre de « da`wa nouvelle », cette dernière se distinguant parfois par son action violente (les « Assassins », mentionnés ainsi par les chroniqueurs croisés).
Dans les temps modernes, le prosélytisme islamique se sert du terme da`wa pour lui restituer son sens originel d’appel à l’islam avant tout. Ainsi Rachid Rida a-t-il fondé en 1911, près du Caire, la « Maison de l’appel et de la direction » (Dâr al-da’wa wa-l-irshâd). À Paris, de nos jours, la mosquée al–Da ’wa, dans le dix-neuvième arrondissement, s’est illustrée par son militantisme. Elle organise conférences, séminaires, réunions et manifestations dites « culturelles » très prisés par le public, en particulier par les professionnels des relations inter-religieuses.